# フェルトグラウ

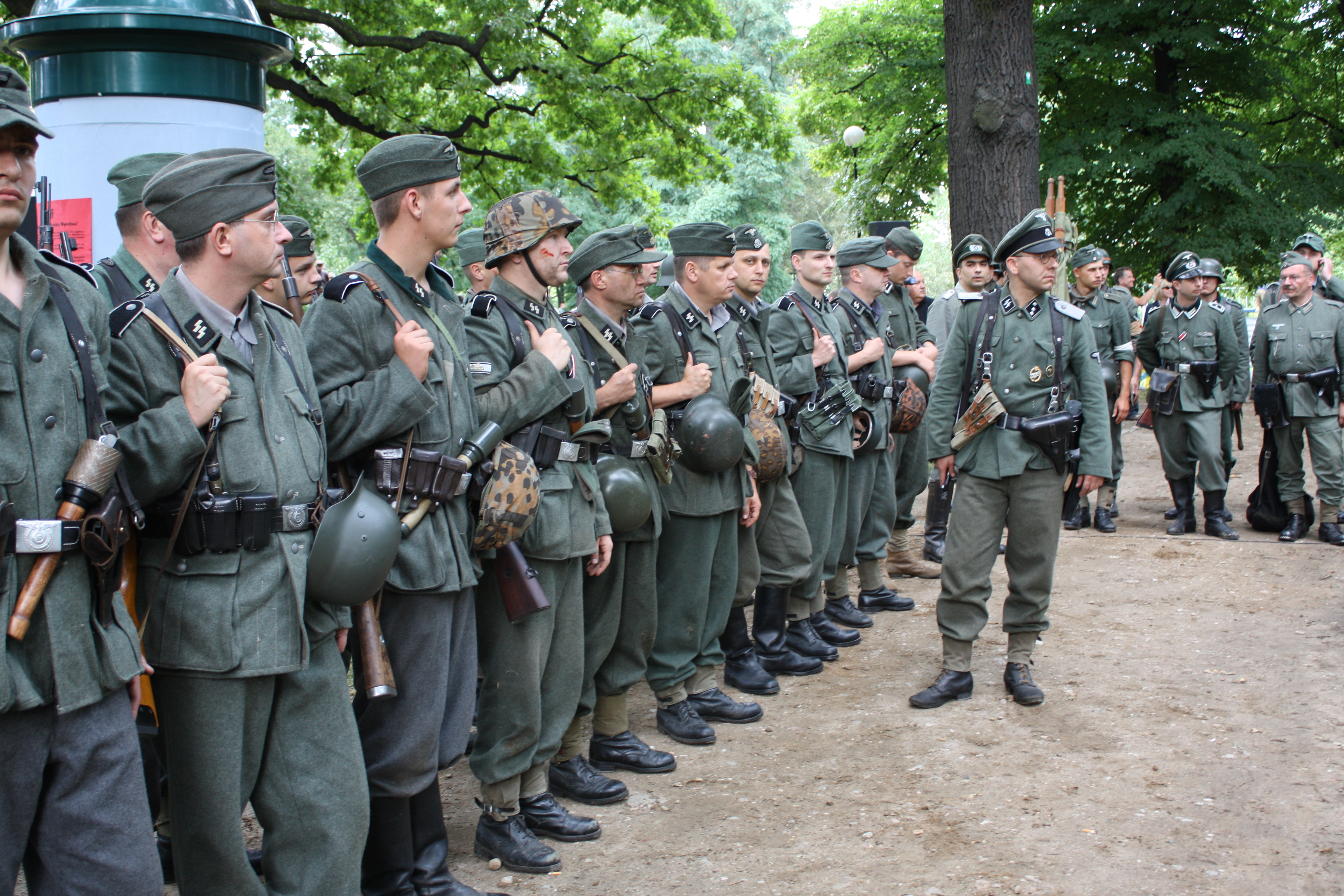
武装親衛隊（前方）及びドイツ国防軍陸軍（奥）の野戦灰色の軍服

フェルトグラウ（ドイツ語: Feldgrau）は、20世紀のドイツ軍の野戦服に使用された色。転じてドイツ兵の俗称。野戦灰色（やせんかいしょく）と訳される。
英語ではフィールド・グレー（Field Grey）と呼ばれる。

## 近似色
- オリーブ/オリーブドラブ
- 国防色
- 麹塵
- 海松色
- 鶯色